# Kirche Klatzow

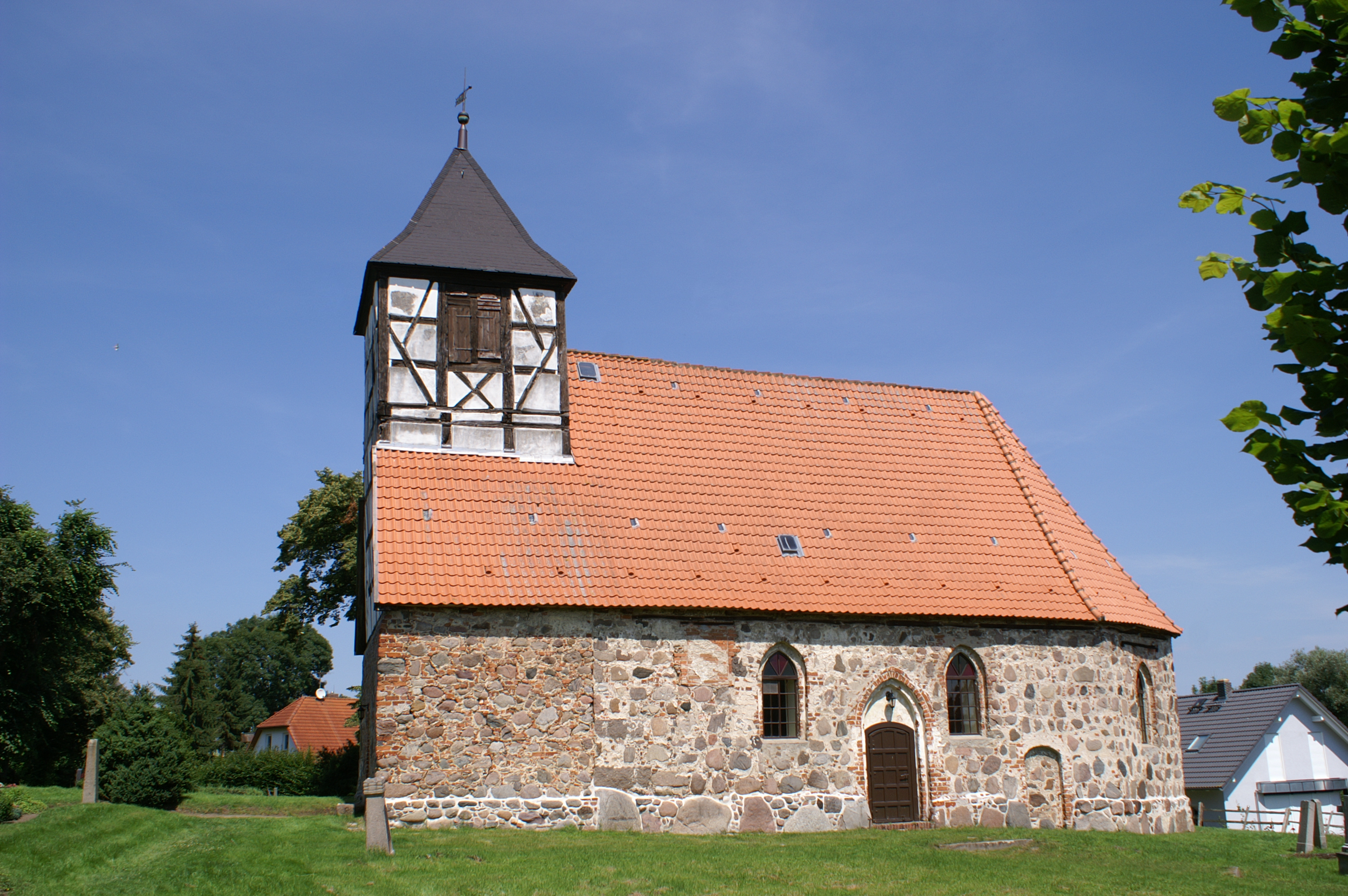
Kirche Klatzow

Die Kirche Klatzow ist ein Kirchengebäude in der Ortslage Klatzow der Stadt Altentreptow. Die Kirchengemeinde Klatzow-Gültz gehört seit 2012 zur Propstei Demmin im Pommerschen Evangelischen Kirchenkreis der Evangelisch-Lutherischen Kirche in Norddeutschland. Vorher gehörte sie zum Kirchenkreis Demmin der Pommerschen Evangelischen Kirche.

## Geschichte
Die Kirche in Klatzow wurde zum Ende des 15. Jahrhunderts errichtet. Das Kirchenpatronat hatte ursprünglich das Kloster Verchen inne. Nach der Einführung der Reformation im Herzogtum Pommern ging das Patronat an den Landesherrn über und wurde in der zweiten Hälfte des 16. Jahrhunderts vom Amt Klempenow verwaltet. Zur Klatzower Parochie gehörten schon früh die Kirchen in Loickenzin und Rosemarsow. 1644 wurde die bisher eigenständige Kirche in Weltzin der Klatzower als Filialkirche zugeordnet.

## Architektur
Die spätgotische Kirche wurde aus Feldsteinen errichtet. Sie hat einen dreiseitigen Ostabschluss und einen Westturm mit quadratischem Fachwerkaufsatz und Zeltdach mit einer auf 1737 datierten Wetterfahne.

## Ausstattung
Der Kanzelkorb stammt aus der zweiten Hälfte des 16. Jahrhunderts, in einer Bank des Kirchengestühls ist das Jahr 1679 festgehalten. Die Glocke wurde 1830 in der Werkstatt von Schwenn in Stettin gegossen. Aus der ersten Hälfte des 19. Jahrhunderts stammt die Empore. Die Orgel wurde wahrscheinlich in der zweiten Hälfte des 19. Jahrhunderts von einem unbekannten Orgelbauer (Grüneberg?) gebaut und hat 7 Register mit einem Manual und Pedal. 1992 wurde sie von Rainer Wolter restauriert.